# Schwyz (gmina)
Schwyz (fr. Schwytz, rm. Sviz, wł. Svitto) −  miejscowość i gmina w Szwajcarii, w kantonie Schwyz, w okręgu Schwyz. Położona jest na wysokości 516 m n.p.m. nad jeziorem Lauerzersee, w paśmie górskim Schweizer Voralpen. 

## Nazwa
Od nazwy gminy pochodzi nazwa okręgu i kantonu, w których się znajduje, a także nazwa kraju – Szwajcaria. W jednym z tutejszych muzeów – Bundesbriefmuseum – przechowywany jest Akt Konfederacji Szwajcarskiej, dokument stanowiący o przymierzu między kantonami Schwyz, Uri i Unterwalden, który stał się podstawą państwa szwajcarskiego.

## Demografia
W Schwyz mieszka 15 465 osób. W 2021 roku 19,1% populacji gminy stanowiły osoby urodzone poza Szwajcarią. 

## Transport
Przez teren gminy przebiegają autostrada A4 oraz drogi główne nr 2, nr 8 i nr 387.

## Galeria

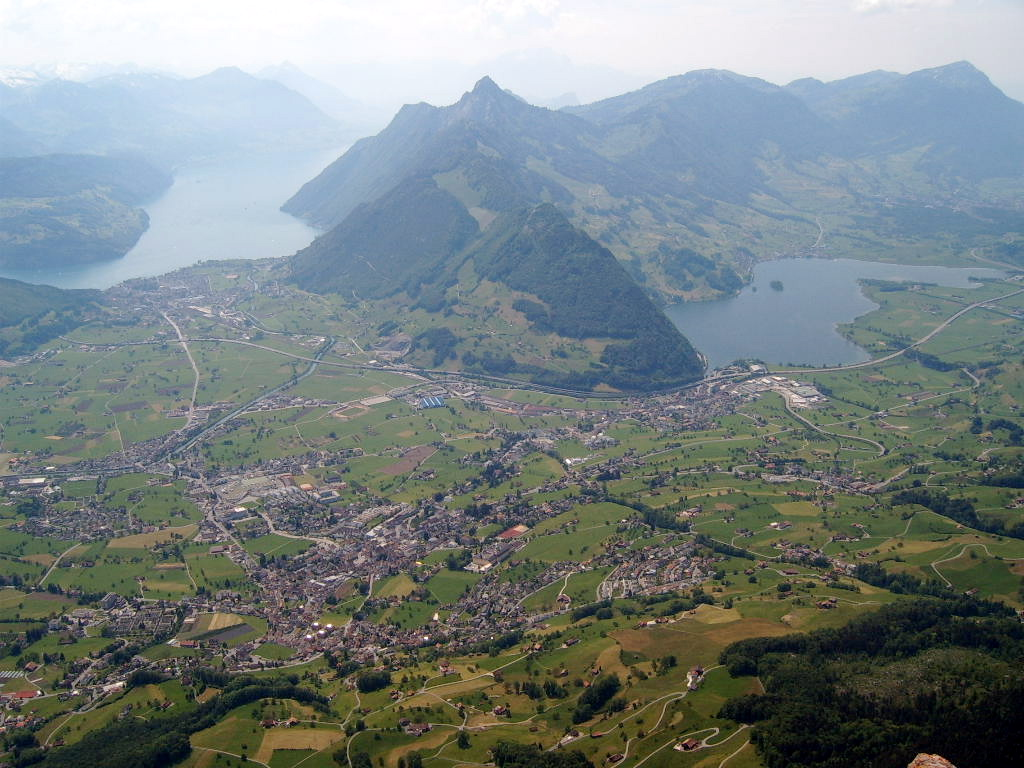
Schwyz
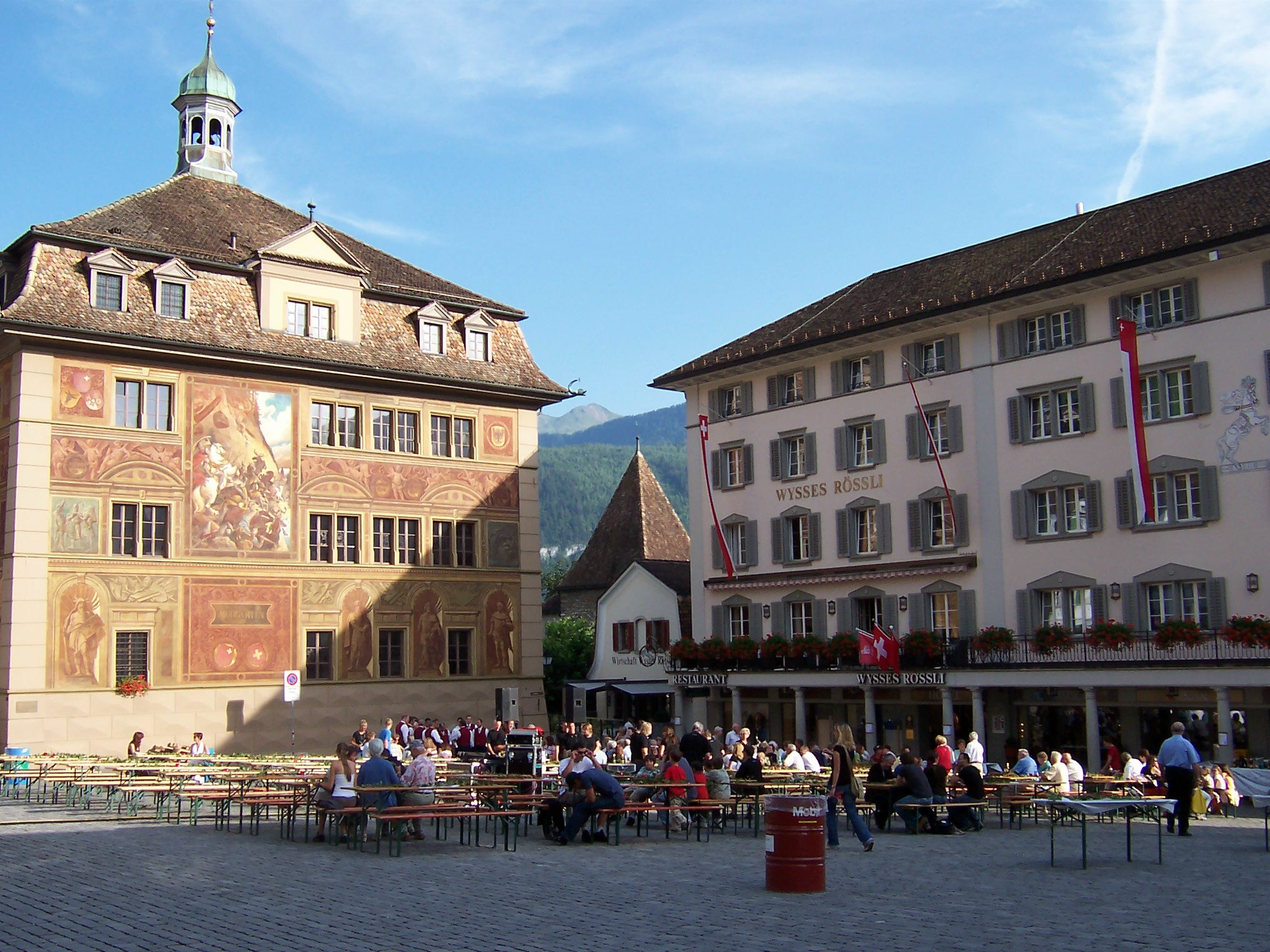
Ratusz i rynek
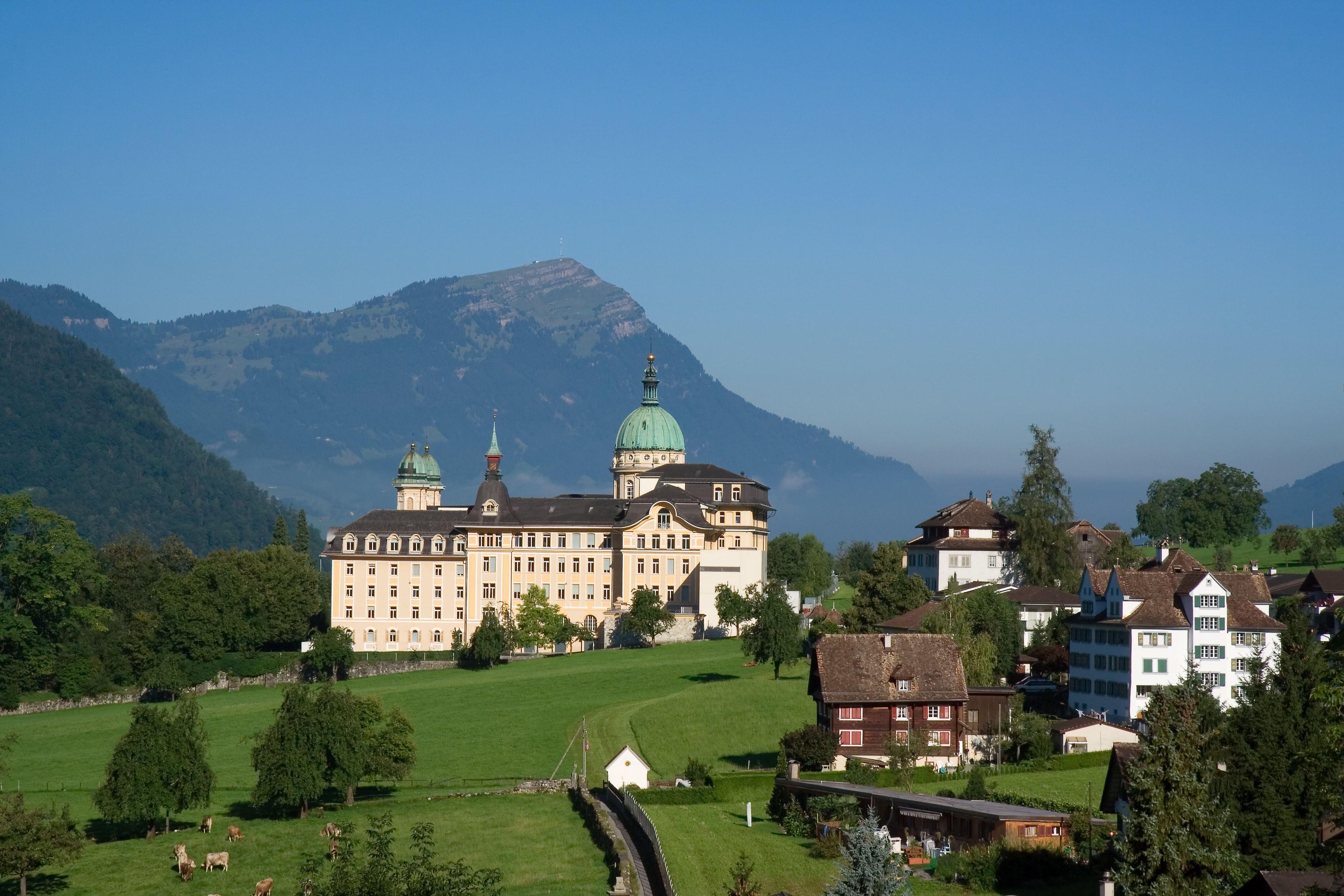
Szkoła w Schwyz
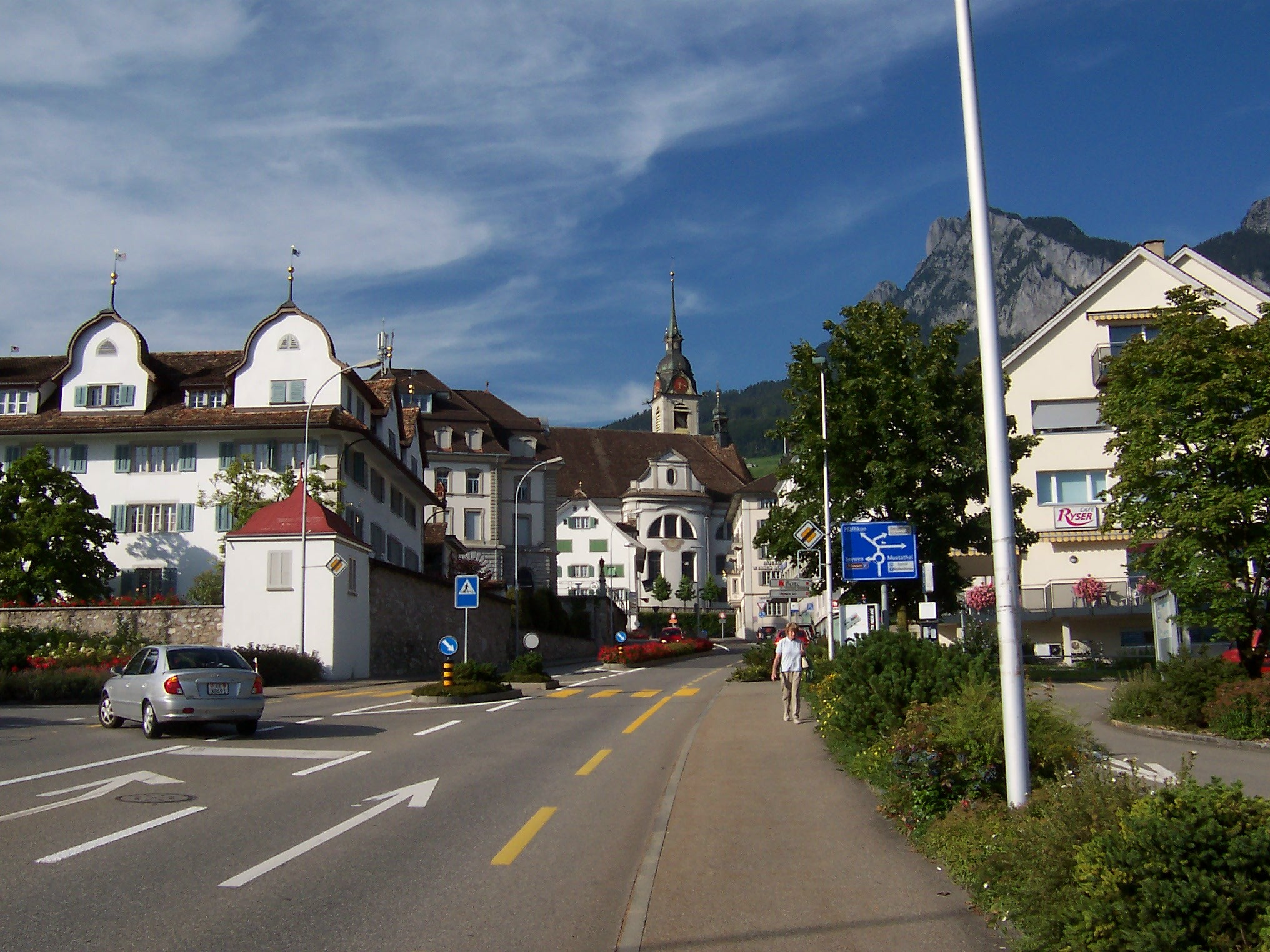
Ulica Schmiedgasse